# Yves Jean-Bart
Yves „Dadou“ Jean-Bart (* 30. Oktober 1947 in Aquin, Département Sud, Haiti) ist ein haitianischer Fußballfunktionär.

## Werdegang
Im Jahr 2000 wurde er zum Präsidenten der Fédération Haïtienne de Football (FHF) gewählt, zuletzt wurde er 2016 und 2020 für jeweils vier Jahre im Amt bestätigt. Aufgrund von Missbrauchsvorwürfen ist er vorläufig suspendiert. Zusätzlich war er in den Jahren 2011 und 2012 nach der Suspendierung von Jack Warner und Lisle Austin für einige Monate interimsweise Präsident der Caribbean Football Union (CFU).
Ende April 2020 wurde ihm langjähriger und vielfacher sexueller Missbrauch junger Fußballerinnen im nationalen Trainingscenter der FHF vorgeworfen, inklusive eines Falles einer nachfolgenden erzwungenen Abtreibung im fünften Monat. Jean-Bart bestritt alle Vorwürfe. Die FIFA leitete daraufhin Untersuchungen ein und suspendierte ihn vorläufig für 90 Tage. Trotzdem soll er verschiedenen Vorstandsmitgliedern der FHF zufolge die FIFA-Sperre ignorieren und weiterhin die Geschicke des Verbandes leiten sowie Kontakt zu Fußballerinnen haben. Im November 2020 wurde Jean-Bart von der FIFA, die die Vorwürfe als erwiesen betrachtete, auf Lebenszeit gesperrt. Die FIFA-Ethikkammer schrieb in ihrer Urteilsbegründung zu den Sperren von Jean-Bart und anderen Verbandsfunktionären, dass diese „zwischen 2014 und 2020 am systematischen sexuellen Missbrauch von Fußballerinnen beteiligt gewesen [sein sollen] (entweder als Haupttäter, Gehilfen oder Anstifter)“ und des „Missbrauchs seiner Stellung sowie der sexuellen Belästigung und des sexuellen Missbrauchs diverser, teilweise minderjähriger Fußballerinnen“ schuldig seien. Funktionäre im Verband sollen „systematisch“ gehandelt haben und einen Wettbewerb um die „meisten Vergewaltigungen“ betrieben haben.
Der Internationale Sportgerichtshof (CAS) hob die Sperre im Februar 2022 auf, da unter anderem Berichte von „Drittparteien“ wie Human Rights Watch und der Gewerkschaft FIFPro, die viele Aussagen und Beweise geliefert hatten, nicht zu berücksichtigen seien und vorgelegte Beweise als nicht „ausreichend beweiskräftig“ bezeichnet wurden. Gegen die CAS-Entscheidung legte die FIFA Beschwerde beim Schweizer Bundesgericht ein, welche abgewiesen wurde. Bart kündigte an, auf seinen Posten, der zwischenzeitlich von einem „Normalisierungskomitee“ der FIFA geführt wurde, bald wieder zurückzukehren.